# Sendlinger Tor (métro de Munich)
Sendlinger Tor (en allemand : U-Bahnhof Sendlinger Tor) est une station de correspondance composée de deux stations, l'une pour la section commune aux lignes U1 et U2 et l'autre pour la section commune aux lignes U3 et U6 du métro de Munich. Elle est située sous la Sendlinger-Tor-Platz dans le quartier Altstadt (de), dans le secteur Altstadt-Lehel, au centre de Munich en Allemagne. Elle dessert le centre-ville et notamment la Sendlinger Tor située sur la place homonyme.
Mise en service en 1971 et 1980, c'est une importante station de correspondance entre les lignes U1, U2, U3, U6, U7 et U8 du métro de Munich.

## Situation sur le réseau

Plan du métro (2020).

Établie en souterrain, Sendlinger Tor est une station de passage et de correspondances disposant de deux sous-stations (U1/U2) et (U3/U6) portants le même nom :
La station Sendlinger Tor (U1/U2), est une station de passage de la section commune (U1/U2). Elle est située entre la station Marienplatz, en direction des terminus : (U1) Olympia-Einkaufszentrum et (U2) Feldmoching, et la station Fraunhoferstraße, en direction des terminus : (U1) Mangfallplatz et (U2) Messestadt Ost,,.
Elle dispose d'un quai central encadré par les deux voies de la section commune (U1/U2). Elle est également desservie par les rames des lignes de compléments de l'exploitation U7 et U8,,.
La station Sendlinger Tor (U3/U6), est une station de passage de la section commune (U3/U6). Elle est située entre la station Munich-Hauptbahnhof, en direction des terminus : (U3) Moosach et (U6) Garching-Forschungszentrum, et la station Goetheplatz, en direction des terminus : (U3) Fürstenried West et (U6) Klinikum Großhadern,,.
Elle dispose d'un quai central encadré par les deux voies de la section commune (U3/U6).

## Histoire
La station Sendlinger Tor (U3/U6) est mise en service le 19 octobre 1971, lors de l'ouverture de la première section de ligne, longue de 12 km, de Kieferngarten à Goetheplatz.
La station Sendlinger Tor (U1/U2) est mise en service le 18 octobre 1980, lors de l'ouverture à l'exploitation de la première section de la ligne (alors dénommée U8), longue de 16 km, de Scheidplatz à Neuperlach Süd (alors dénommée Bague Innsbrucker).

## Services aux voyageurs

### Desserte
La station Sendlinger Tor est une station de correspondance qui comprend deux stations :
La station Sendlinger Tor (U1/U2) est desservie par les rames des lignes U1 et U2, mais aussi par les rames des lignes de renforts U7 et U8.

Installations
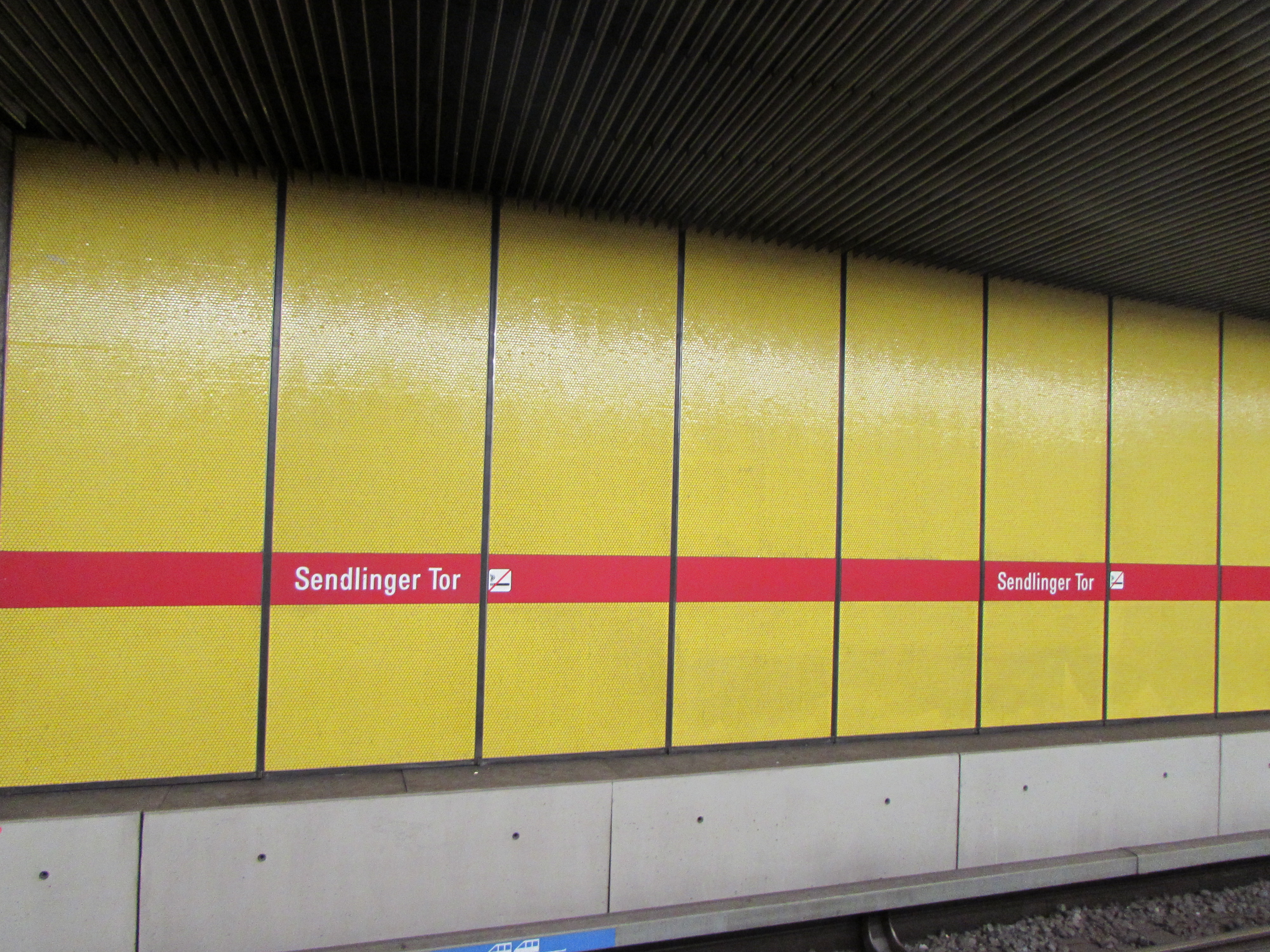
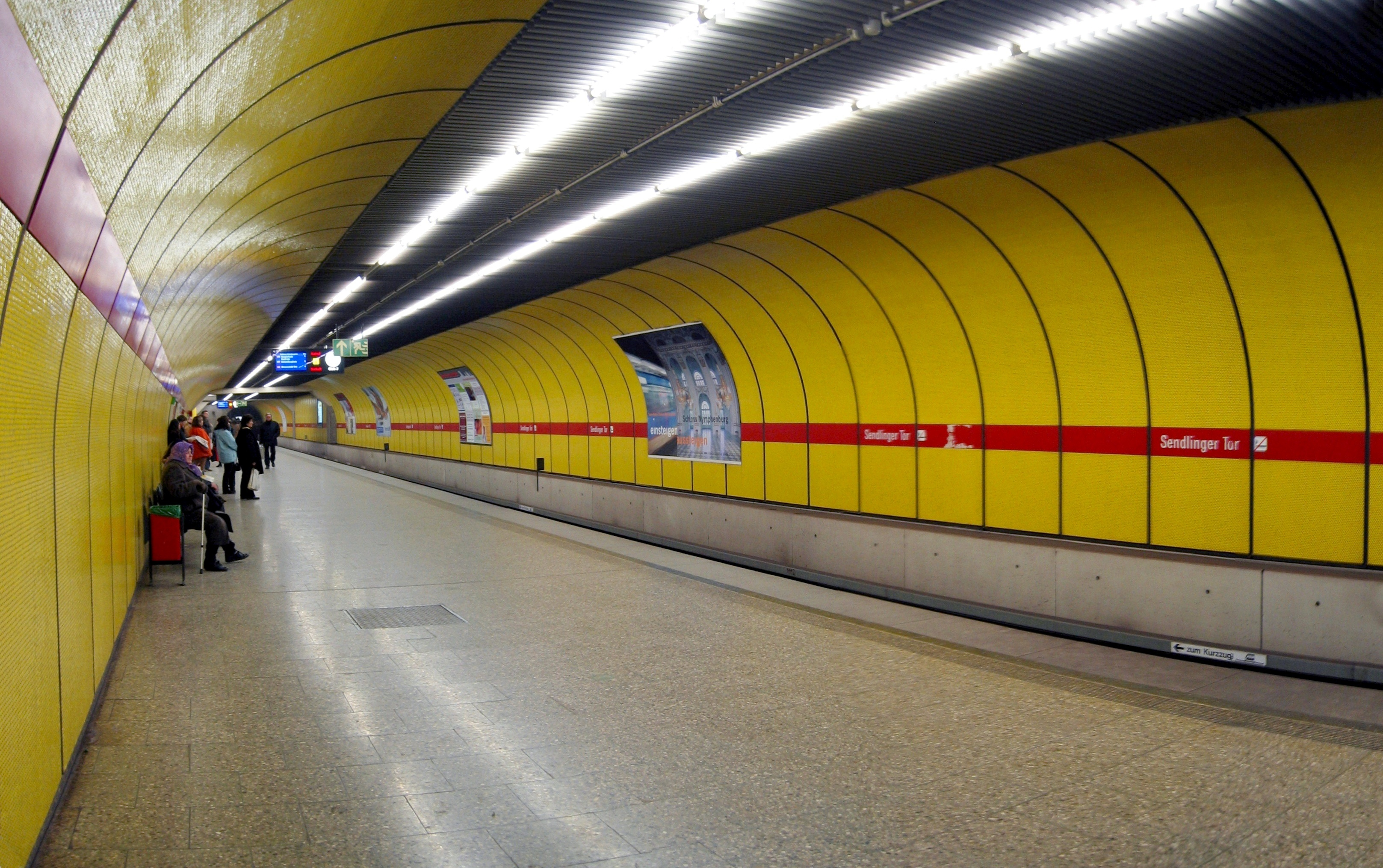
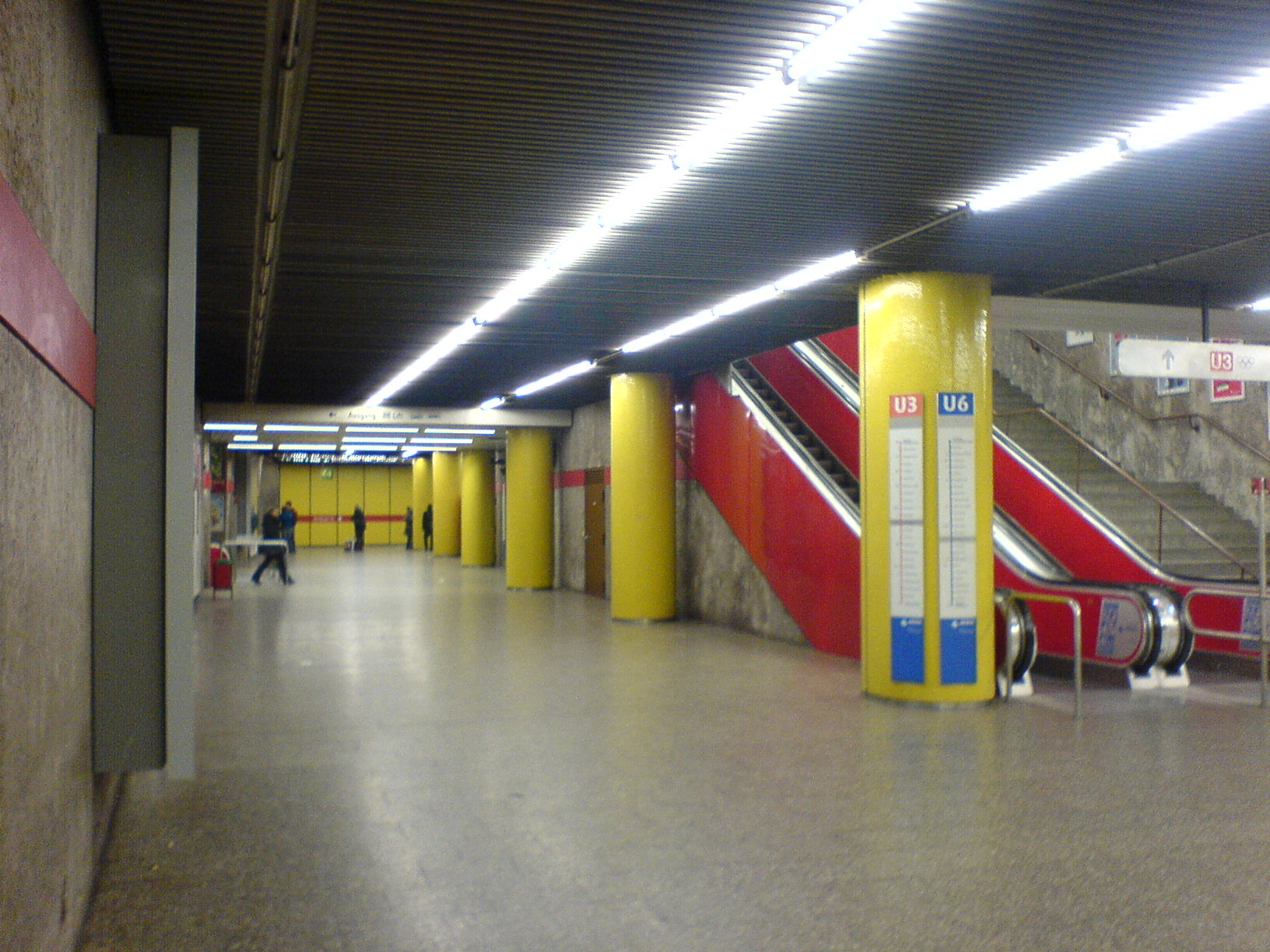

La station Sendlinger Tor (U3/U6) est desservie par les rames des lignes U3 et U6.

Installations
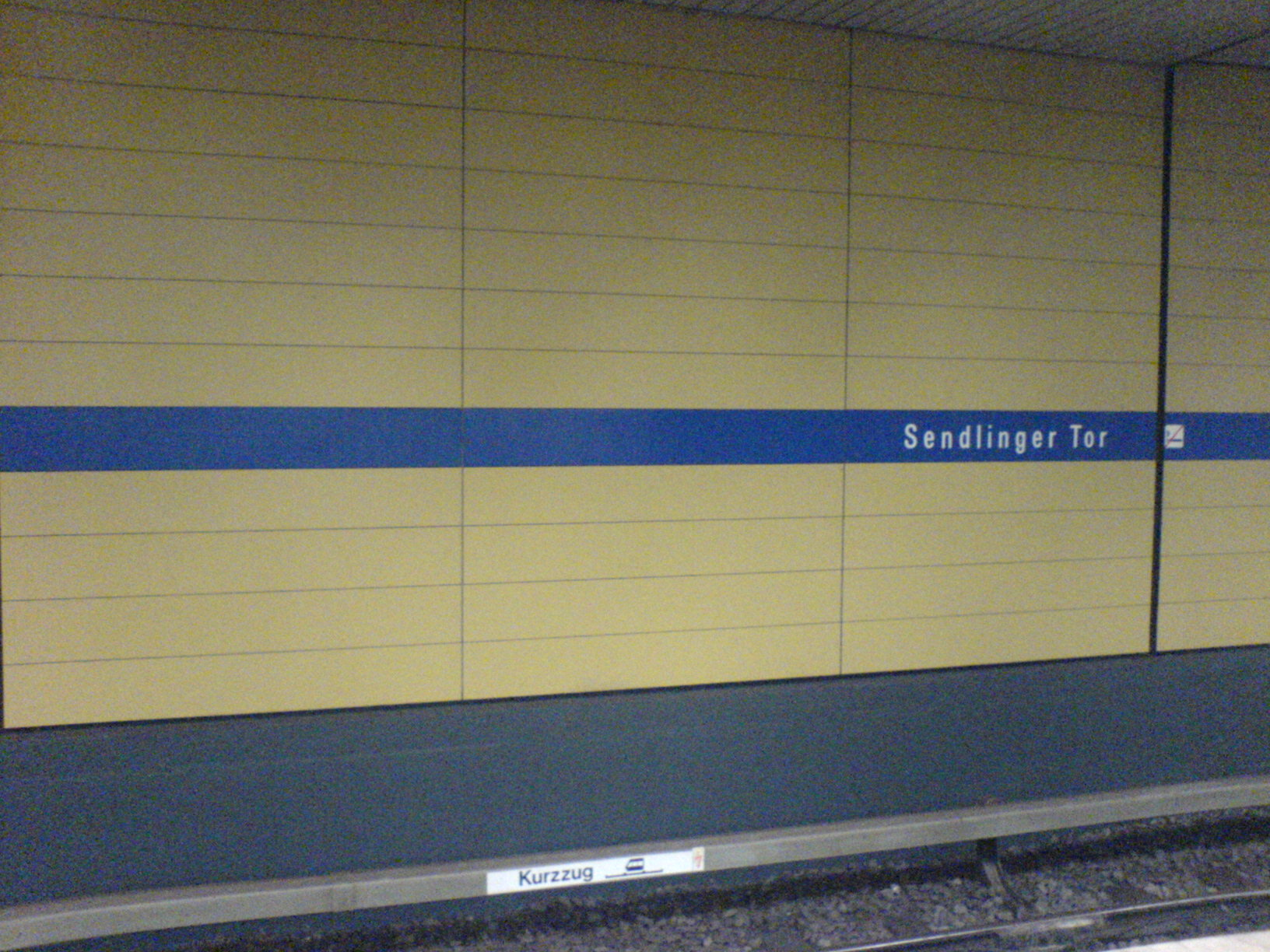
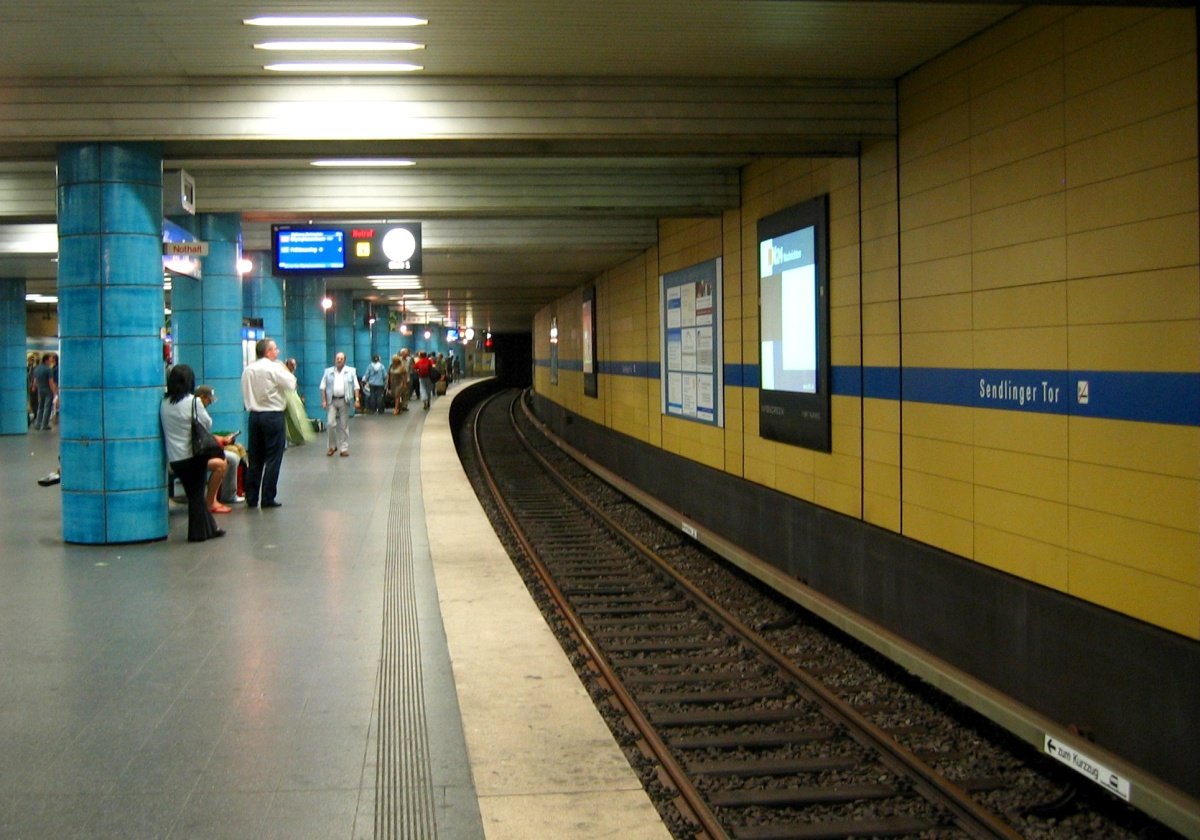
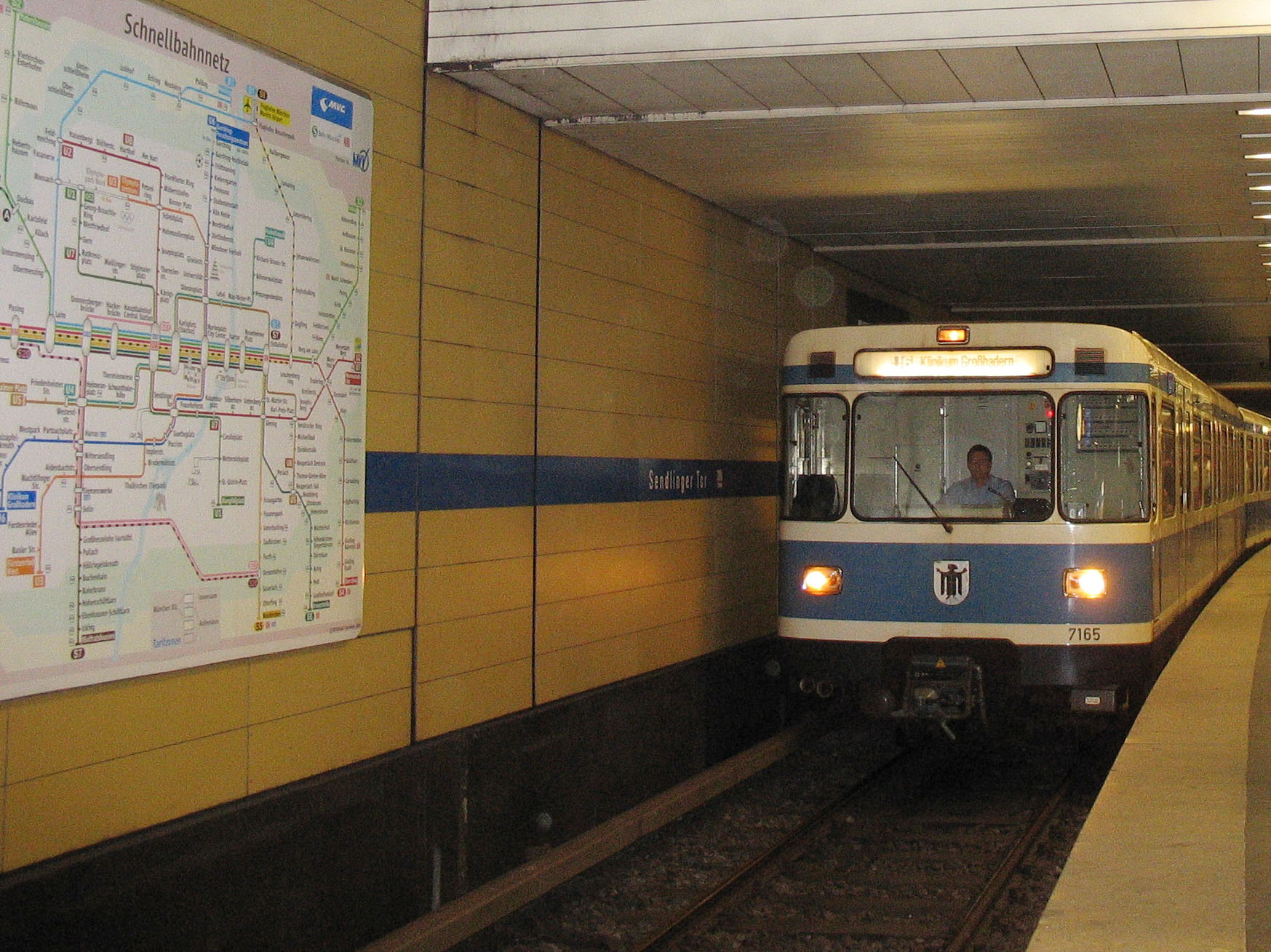

## À proximité
- Sendlinger Tor